# Papillons de nuit (film, 1997)
Pour plus de détails, voir Fiche technique et Distribution.
Papillons de nuit est un film belge de Raoul Servais et Paul Delvaux, sorti en 1997.

## Fiche technique
- Titre français : Papillons de nuit
- Réalisation : Raoul Servais et Paul Delvaux
- Scénario : Raoul Servais
- Pays d'origine : Belgique
- Genre : animation, court métrage
- Durée : 8 minutes
- Date de sortie : 1997

## Récompenses
- Cristal du meilleur court métrage et prix Fipresci au Festival international du film d'animation d'Annecy